# Gondolový most

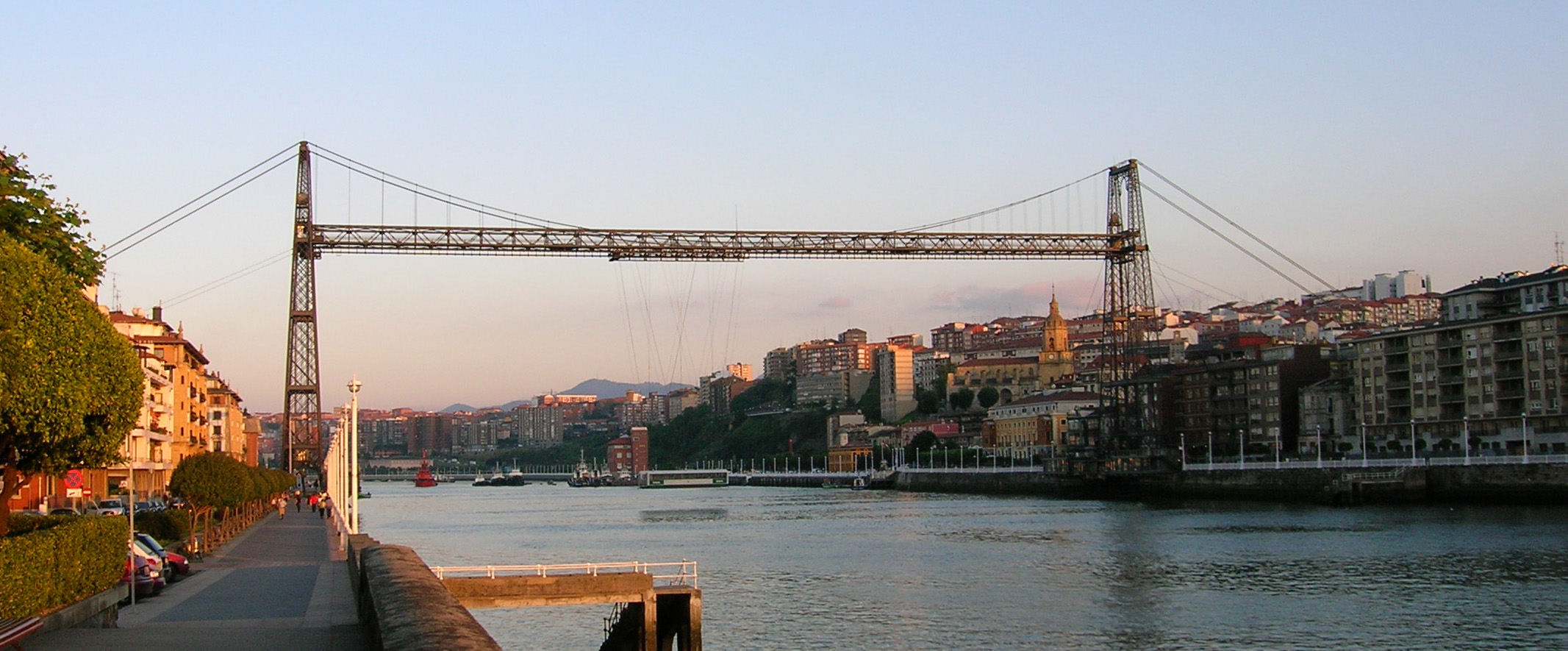
Biskajský most v Portugalete je součástí světového kulturního dědictví pod ochranou UNESCO.

Gondolový most neboli transbordér je dopravní zařízení sloužící k přepravě osob, zvířat a věcí přes vodní hladinu v místech, kde není možné vybudovat pevný most, například z důvodu lodní dopravy, povodňové bezpečnosti atd. Skládá se ze dvou pilířů a mostovky uložené vysoko nad vodní hladinou. Po mostovce se pohybuje pojezd, na kterém je zavěšena gondola, která se tak pohybuje v poměrně malé výšce nad vodní hladinou.
Mostů této konstrukce bylo ve světě postaveno méně než dva tucty, do dnešních dnů se zachovalo osm a jeden přeměněný na zdvihací most. První most tohoto typu byl vybudován v baskickém Portugalete v roce 1893. Konstrukce Alberta Palacia se stala inspirací pro další stavitele. Omezená přepravní kapacita mostů tohoto typu nevyhovuje dnešní intenzitě silniční dopravy.
Gondolových mostů bylo nejvíce postaveno ve Francii - pět a další zůstal nedokončen. Oproti tomu nejvíce se jich dochovalo ve Velké Británii - čtyři, z toho jeden neprovozní.

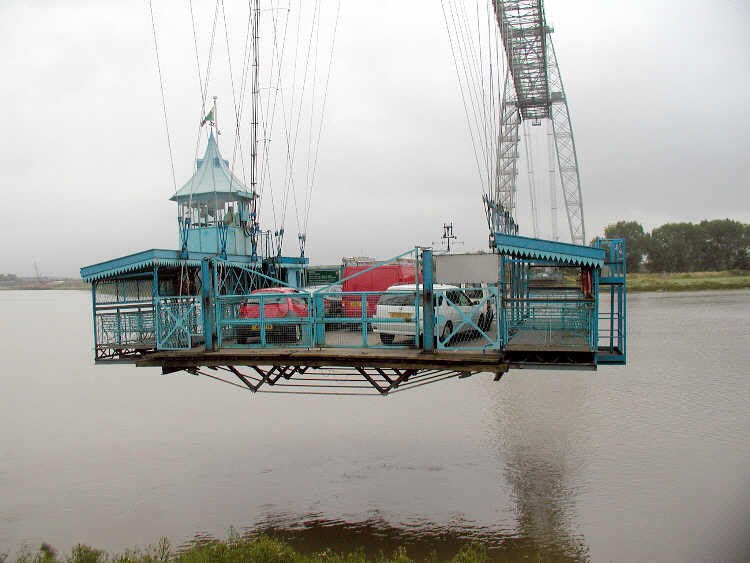
Newportský gondolový most může přepravit 6 automobilů a 120 chodců.

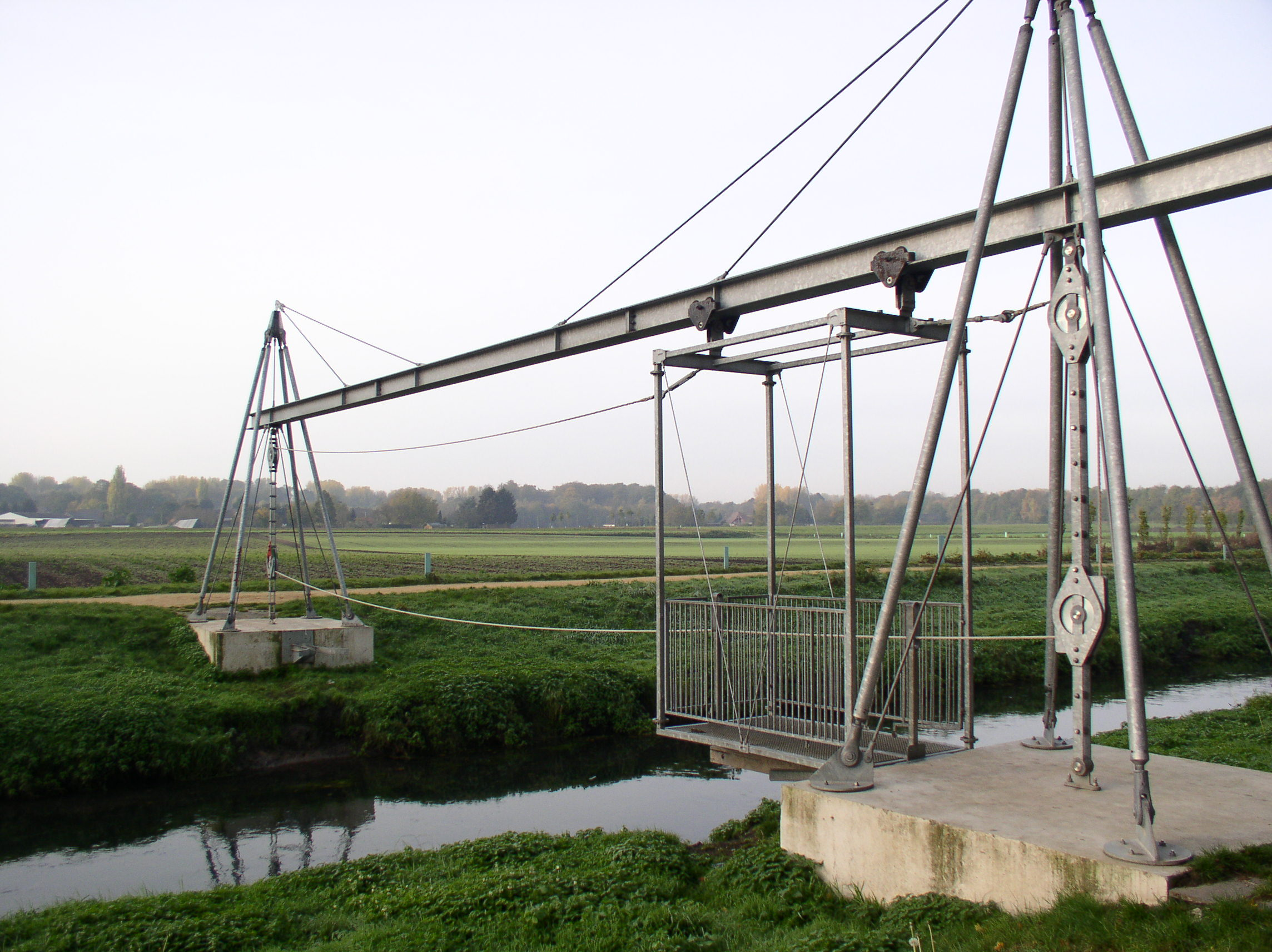
Transbordér (Schwebefähre) přes řeku Niers v Mönchengladbachu v Severným Porýní-Vestfálsku

## Známé gondolové mosty
| Most                               | Umístění                                                             | Dokončen | Rozpětí        | Stav                                                                      |
| ---------------------------------- | -------------------------------------------------------------------- | -------- | -------------- | ------------------------------------------------------------------------- |
| Aerial Lift Bridge                 | Duluth, Minnesota, USA                                               | 1905     | 120 m          | přeměněn na zdvihací most 1929, v provozu                                 |
| Bizerta/Brestský gondolový most    | Bizerta, Tunisko                                                     | 1898     | 109 m          | převezen do Brestu (Francie) 1909, poškozen 1944, rozložen 1947           |
| Gondolový most v Bordeaux          | Bordeaux, Francie                                                    | —        | 400 m (celkem) | výstavba zahájena 1910 nedokončen, rozložen 1942                          |
| Kielský gondolový most             | Kiel, Německo                                                        | 1910     | 128 m          | rozložen 1923                                                             |
| Gondolový most v Marseille         | Marseille, Francie                                                   | 1905     | 165 m          | zničen 1944                                                               |
| Middlesbroughský gondolový most    | Middlesbrough, Spojené království                                    | 1911     | 177 m          | v provozu                                                                 |
| Gondolový most v Nantes            | Nantes, Francie                                                      | 1903     | 141 m          | rozložen 1958                                                             |
| Gondolový most v Newportu          | Newport, Spojené království                                          | 1906     | 181 m          | v provozu                                                                 |
| Gondolový most v Ostenu            | Osten, Německo                                                       | 1909     | 80 m           | v provozu                                                                 |
| Biskajský most                     | Portugalete, Španělsko                                               | 1893     | 164 m          | v provozu                                                                 |
| Puente Transbordador               | Buenos Aires, Argentina                                              | 1914     | ?              | mimo provoz                                                               |
| Gondolový most v Rendsburgu        | Rendsburg, Německo                                                   | 1913     | 140 m          | v provozu, po horní mostovce vede železnice                               |
| Gondolový most v Riu               | Rio de Janeiro, Brazílie                                             | 1915     | 171 m          | rozložen 1935                                                             |
| Gondolový most v Rochefort-Martrou | Rochefort, Francie                                                   | 1900     | 140 m          | v provozu                                                                 |
| Rouenský gondolový most            | Rouen, Francie                                                       | 1898     | 142 m          | zničen 1940                                                               |
| Royal Victoria Dock Bridge         | Londýn, Spojené království                                           | 1998     | 128 m          | v provozu zatím horní mostovka bez gondoly                                |
| Sky Ride                           | Chicago, Illinois, USA                                               | 1933     | 564 m          | rozložen 1934                                                             |
| Stalingradský gondolový most       | Volgograd, Rusko                                                     | 1955     | 874 m          | rozložen                                                                  |
| Warringtonský gondolový most       | Warrington, Spojené království                                       | 1916     | 57 m           | mimo provoz, sice je na seznamu kulturních památek, avšak hrozí rozložení |
| Gondolový most ve Widnes-Runcorn   | Widnes-Runcorn, Spojené království                                   | 1905     | 304 m          | rozložen 1961                                                             |
| Erlebnisbrücke                     | Mönchengladbach, Německo                                             | 2003     | 24,3 m         | v provozu                                                                 |
| Transbordér pod Hamrštejnem        | Chrastava-Andělská Hora – Liberec-Machnín, u hradu Hamrštejna, Česko | 2010     | 23 m           | v provozu, jediný transbordér v Česku                                     |